# Martha Angelici
Martha Angelici, née le 22 mai 1907 à Cargèse et morte le 11 septembre 1973 à Ajaccio, est une soprano française d'origine corse spécialiste du répertoire lyrique français.

## Biographie
Angelici est née à Cargèse. Encore toute jeune, elle déménage avec sa famille en Belgique, où elle étudie le chant à Bruxelles avec Alfred Mahy. Elle commence à chanter pour la radio belge, hollandaise et luxembourgeoise en 1933 et donne son premier concert public au Kursaal d'Ostende en 1934. Deux ans plus tard, elle interprète le rôle de Mimi de La Bohème à Marseille dans son premier opéra mis en scène.
En 1938, elle fait ses débuts à l'Opéra-Comique et va être membre de la troupe de cette maison d'opéra jusqu'en 1953, année où elle débute au Palais Garnier en Micaëla dans Carmen. Elle a interprété d'autres rôles remarquables, dont ceux de Leila dans Les Pêcheurs de perles, de Pamina dans La Flûte enchantée et de Nedda dans Pagliacci. Elle a été invitée à quelques reprises à l'Opéra de Monte-Carlo et à La Monnaie, à Bruxelles. Elle a été beaucoup admirée dans l'interprétation de la musique baroque française, notamment dans Les Indes galantes de Rameau, et beaucoup aimée comme chanteuse de concert, et notamment de chants corses.
Elle a épousé le directeur de l'Opéra-Comique, François Agostini. Elle est morte à Ajaccio à 66 ans.

## Enregistrements choisis
- 1950 – Bizet, Carmen, Solange Michel, Raoul Jobin, Martha Angelici, Michel Dens, chœurs et orchestre de l'Opéra-Comique, André Cluytens, EMI Classics
- 1955 – Bizet, Les pêcheurs de perles, Martha Angelici, Henri Legay, Michel Dens, Louis Noguéra, chœurs et orchestre de l'Opéra-Comique, André Cluytens, EMI Classics